# Congregazione dei Sacri Cuori
La Congregazione dei Sacri Cuori, o di Picpus (in latino Congregatio Sacrorum Cordium Iesu et Mariae necnon adorationis perpetuae Sanctissimi Sacramenti altaris), è un istituto religioso maschile di diritto pontificio. I membri di questa congregazione clericale, detti anche Picpusiani, pospongono al loro nome la sigla SS.CC. (Sacrorum Cordium).

## Storia

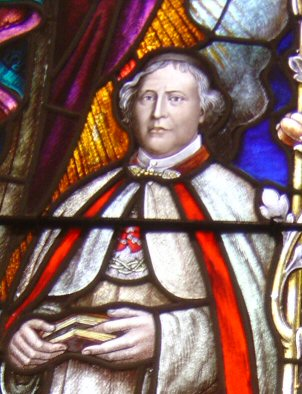
L'abbé Coudrin, fondatore della congregazione

La congregazione trae origine dalla Società del Sacro Cuore, un sodalizio fondato nel 1793 a Poitiers da Suzette Geoffroy, composto da giovani donne dedite alle opere di carità, alla propagazione della devozione al Sacro Cuore di Gesù e all'assistenza ai sacerdoti che operavano in clandestinità sotto il Regime del Terrore. Il giovane sacerdote Pierre Coudrin (1768-1837) entrò in contatto con la società e introdusse la pratica dell'adorazione eucaristica perpetua; nel 1795 si unì alla compagnia Henriette Aymer de la Chevalerie (1767-1834), attorno a cui si organizzò un gruppo di ragazze orientate alla vita religiosa. Anche a Coudrin si unirono presto altri sacerdoti e ai suoi discepoli il fondatore diede un abito bianco che, con poche modifiche, rimase lungamente in uso presso la congregazione.
Il 24 dicembre 1800 Coudrin e la Aymer de la Chevalerie emisero privatamente i voti religiosi sancendo la separazione dei loro seguaci dalla Società della Geoffroy; i primi due sacerdoti compagni di Coudrin fecero la loro professione il 2 febbraio 1801. Nel 1805 i padri e le suore dei Sacri Cuori fissarono la loro sede centrale in rue de Picpus a Parigi e la loro società prese a essere indicata comunemente come congregazione di Picpus.
Il ramo maschile e quello femminile costituivano inizialmente un'unica congregazione e, come tale, ricevette l'approvazione di papa Pio VII, confermata solennemente con la bolla Pastor Aeternus del 17 novembre successivo.
Alla morte del fondatore i sacerdoti di Picpus erano presenti, oltre che in Francia, in Turchia, Cile e alle Hawaii.

## Attività e diffusione
La congregazione di Picpus si dedica principalmente all'attività missionaria in Sudamerica e in Oceania e all'attività formativa nei seminari.
L'originale abito dei picpusiani era costituito da tonaca di lana, cordone, scapolare e pellegrina bianchi (durante l'adorazione, portavano anche un mantello bianco): sullo scapolare, all'altezza del petto, erano ricamati i Sacri Cuori circondati da una triplice corona di spine. Il costume è stato notevolmente semplificato a partire dagli anni sessanta.
Sono presenti in Europa (Austria, Belgio, Francia, Germania, Irlanda, Italia, Norvegia, Paesi Bassi, Polonia, Portogallo, Regno Unito, Spagna), in Asia (Filippine, Giappone, India, Indonesia, Singapore), in Oceania (Isole Cook, Polinesia Francese), in Africa (Repubblica Democratica del Congo, Mozambico) e nelle Americhe (Argentina, Bahamas, Brasile, Canada, Cile, Colombia, Ecuador, Hawaii, Messico, Paraguay, Perù, Porto Rico, Stati Uniti d'America); la sede generalizia è a Roma.
Al 31 dicembre 2005, la congregazione contava 205 case e 946 religiosi, 749 dei quali sacerdoti.